# Šventosios upės slėnis ties Margininkais
Šventosios upės slėnis ties Margininkais este o arie protejată (arie specială de conservare — SAC, sit de importanță comunitară — SCI) din Lituania întinsă pe o suprafață de 146 ha, integral pe uscat.

## Localizare
Centrul sitului Šventosios upės slėnis ties Margininkais este situat la coordonatele 56°09′54″N 21°15′11″E / 56.165°N 21.2531°E.

## Înființare
Situl Šventosios upės slėnis ties Margininkais a fost declarat sit de importanță comunitară în ianuarie 2004 pentru a proteja un număr necunoscut de specii din flora spontană și fauna sălbatică aflate în arealul zonei. Situl a fost protejat și ca arie specială de conservare în aprilie 2018.

## Biodiversitate
Situată în ecoregiunea boreală, aria protejată conține 4 habitate naturale: Pajiști fino-scandinave uscate până la mezice, bogate în specii de altitudine mică, Pajiști aluvionare boreale nordice, Fânețe de joasă altitudine (Alopecurus pratensis, Sanguisorba officinalis), Pajiști din zone de pădure fino-scandinave.
La baza desemnării sitului se află un număr nedeclarat de specii protejate.